# Thomas Jäger (Politikwissenschaftler)
Thomas Jäger (* 22. Juli 1960 in Hanau) ist ein deutscher Politikwissenschaftler, Hochschullehrer und Autor. Er ist Professor für Internationale Politik und Außenpolitik an der Universität zu Köln.

## Leben
Thomas Jäger studierte von 1981 bis 1986 an der Johann Wolfgang Goethe-Universität Frankfurt am Main, der Otto-Friedrich-Universität Bamberg und der Philipps-Universität Marburg Politikwissenschaft, Philosophie, Soziologie und Geschichte. Mit einer Doktorarbeit bei Wilfried von Bredow wurde er 1990 an der Universität Marburg zum Dr. phil. promoviert. 1995 habilitierte er sich im Fach Politikwissenschaft an der Philipps-Universität.
Im Jahr 1999 wurde Jäger zum Professor für Internationale Politik und Außenpolitik an der Universität zu Köln berufen. Er ist ordentliches Mitglied der Nordrhein-Westfälischen Akademie der Wissenschaften und der Künste (seit 2010). Außerdem gehört er dem wissenschaftlichen Direktorium des Instituts für Europäische Politik und dem wissenschaftlichen Beirat des Zentrums für Militärgeschichte und Sozialwissenschaften der Bundeswehr an. Ferner ist er Herausgeber der Zeitschrift für Außen- und Sicherheitspolitik (ZfAS) und der Buchreihe Globale Gesellschaft und internationale Beziehungen. Er hat eine Gastkolumne bei Focus Online.

## Monographien
- Europas neue Ordnung – Mitteleuropa als Alternative? tuduv Verlagsgesellschaft, München 1990, ISBN 3-88073-369-4 (= Dissertation, Universität Marburg, 1990).
- Isolation in der internationalen Politik. Nomos Verlag, Baden-Baden 1990, ISBN 3-7890-4564-0.
- mit Wilfried von Bredow: Neue deutsche Außenpolitik – Nationale Interessen in internationalen Beziehungen. Leske und Budrich, Opladen 1993, ISBN 3-8100-1017-0.
- mit Wilfried von Bredow, Gerhard Kümmel: European Security. Macmillan, Basingstoke 1997, ISBN 0-312-17534-5.
- mit Niels Lange, Thomas O. Hüglin: Isolierte Partner – Eine vergleichende Analyse von Entscheidungsprozessen unter Krisenbedingungen. Europäische Union und kanadischer Bundesstaat. VS Verlag für Sozialwissenschaften, Wiesbaden 2005, ISBN 3-531-14527-4.
- Die Komplexität der Kriege – Globale Gesellschaft und internationale Beziehungen. VS Verlag für Sozialwissenschaften, Heidelberg 2010, ISBN 978-3-531-17311-5.
- Das Ende des amerikanischen Zeitalters – Deutschland und die neue Weltordnung. Orell Füssli, Zürich 2019, ISBN 978-3-280-05694-3.

## Herausgeberschaften
- mit Rasmus Beckmann: Handbuch Kriegstheorien. VS Verlag für Sozialwissenschaften, Heidelberg 2011, ISBN 978-3-531-17933-9.
- mit Alexander Höse, Kai Oppermann: Deutsche Außenpolitik – Sicherheit, Wohlfahrt, Institutionen und Normen. 2., aktualisierte und erweiterte Auflage, VS Verlag, Wiesbaden 2011, ISBN 978-3-531-17893-6.
- mit Armin Frey, Dirk Messner, Manfred Fischedick, Thomas Hartmann-Wendels: Globalisierungsgestaltung und internationale Übereinkommen (= Research). Springer VS, Wiesbaden 2014, ISBN 978-3-658-03659-1.
- Handbuch Sicherheitsgefahren (= Globale Gesellschaft und internationale Beziehungen). Springer VS, Wiesbaden 2015, ISBN 978-3-658-02752-0.
- mit Gerhard Kümmel, Marika Lerch, Thomas Noetzel: Sicherheit und Freiheit – Außenpolitische, innenpolitische und ideengeschichtliche Perspektiven: Festschrift für Wilfried von Bredow (= Forum innere Führung. Bd. 22). Nomos, Baden-Baden 2004, ISBN 3-8329-0443-3.
- mit Anna Daun, Dirk Freudenberg: Politisches Krisenmanagement: Wissen – Wahrnehmung – Kommunikation (= Sicherheit – interdisziplinäre Perspektiven). Springer Fachmedien, Wiesbaden 2015, ISBN 978-3-658-09222-1.
- mit Ralph Thiele: Handbook of Political Islam in Europe: Activities, Means, and Strategies from Salafists to the Muslim Brotherhood and Beyond (Springer Handbooks of Political Science and International Relations). Springer, Wiesbaden 2024, ISBN 978-3-031-46172-9.